# Father Stu
Father Stu és una pel·lícula dramàtica dels Estats Units del 2022 escrita i dirigida per Rosalind Ross. Està basada en la història de la vida del boxejador convertit en sacerdot, el pare Stuart Long. Aquesta pel·lícula és el debut com a directora de llargmetratges de Rosalind Ross. És protagonitzada per Mark Wahlberg, qui també n'és productor, Mel Gibson, Jacki Weave i Teresa Ruiz. Ha estat subtitulada al català.

## Sinopsi
L'Stuart Long és un boxejador amateur, una lesió d'especial gravetat fa que hagi d'abandonar el seu intent d'esdevenir un boxejador professional. Decideix traslladar-se a Los Angeles, on pensa que aconseguirà triomfar com a actor. Mentre treballa en un supermercat, coneix la Carmen, s'enamora i està disposat a conquistar-la. Quan s'adona que és mestra en una escola catòlica, comença a freqüentar l'església, fins que esdevenen parella, i ell decideix batejar-se.
Un greu accident de moto el deixa en coma durant un temps, però surt endavant, i ell creu que es deu a un miracle. El seu agraïment a Déu per aquesta recuperació el duu a sentir la necessitat d'ajudar els altres, i finalment a fer-se sacerdot, tot i que això li suposi renunciar a la Carmen. Quan ja és al seminari preparant-se per a l'ordenació, li detecten una greu malaltia, que fa que vagi perdent la mobilitat. En aquesta situació, les autoritats del seminari dubten que pugui ser ordenat; també els seus pares, agnòstics com ho era ell, tracten de convèncer-lo perquè abandoni la seva decisió de ser sacerdot. La seva insistència i coratge fa que aconsegueixi el sacerdoci, i pot desenvolupar el seu ministeri sacerdotal fins a la seva mort, quan té 50 anys.

## Repartiment
- Mark Wahlberg: Pare Stuart "Stu" Long.[9]
- Mel Gibson: Bill Long.
- Jacki Weaver: Kathleen Long.
- Teresa Ruiz: Carmen.[10][11]
- Carlos Leal: Pare García.
- Malcolm McDowell: Monsenyor Kelly.
- Cody Fern: Jacob.
- Winter Ave Zoli: Allison.
- Ned Bellamy: Dr. Novack.
- Michael Fairman: Randall.